# Flooding

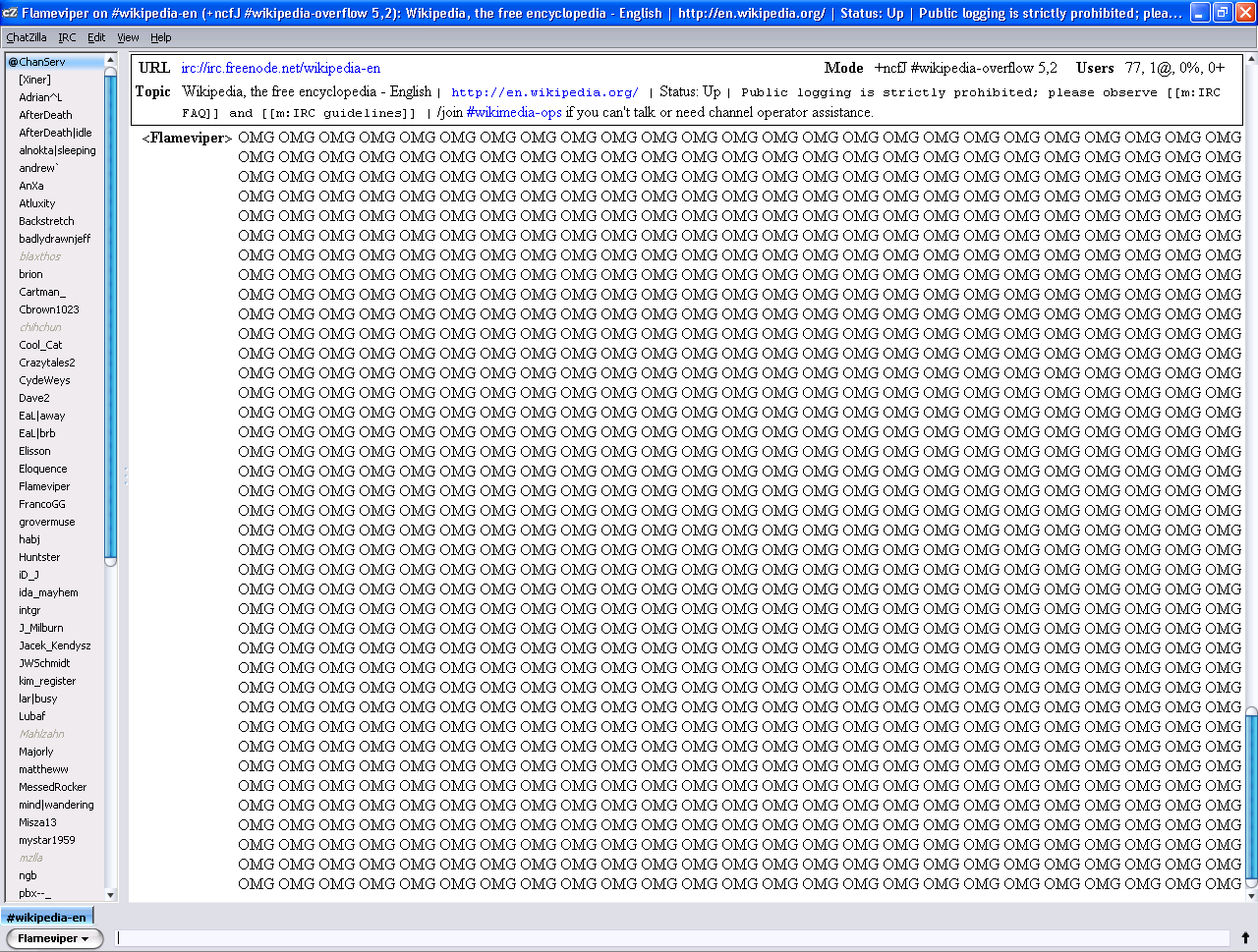
IRC flooding

Flooding, flood nebo scrolling (od anglického flood — záplava, povodeň) — zprávy v online fórech a diskuzních místnostech, zabírající velké množství místa. Obvykle zprávy nenesou žádnou užitečnou informaci. Technický flooding představuje útok hackerů s hodně vysokým počtem dotazů, což vede k odmítnutí služby.
Osoba, která se zabývá floodem, je v internetovém slangu flooder – mluvka.
Flooding vzniká jak kvůli nadměrnému množství volného času, tak i za účelem trollování – například z úmyslu někoho otrávit. Netiketa odsuzuje flooding a flame, protože komplikují komunikaci, vzájemnou pomoc a výměnu informací. Na většině fór, IRC apod. flooder dostává ban na dobu, určenou pravidly. Za flooding se často mylně považují flame, irelevantní (off-topic) příspěvky nebo jiné zprávy, nemající význam. 

## IRC
Flooding nebo scrolling v IRC síti je způsob odpojení uživatelů od IRC serveru (Denial of Service – odmítnutí služby), vyčerpávání vlnového rozsahu, čímž dochazí k lagům. Taky označuje otravné uživatele. Floody mohou být vytvořené pomocí skriptů (napsaných pro konkrétní klient) nebo pomocí externích programů.
Existuje možnost "vyfloodit" klienta ze sítě odesláním dat rychleji, než klient to spotřebuje, ale jenom když připojení uživatele je již od začátku slabé/lagging anebo má útočník velký počet připojení k IRC síti. Obecné flooding techniky jsou založené na tom, že největší číslo zpráv muže být odesláno v určitém intervalu, specifikovaném IRC serverem. Jelikož tato hodnota je překročená, zprávy jsou uchovávané ve vyrovnávací paměti (ang. buffer) se zpožděním. Když je buffer plný, klient bude odpojen se zprávou "Excess Flood". Posíláním zpráv, požadujících automatickou odezvu, některé IRC klienty mohou taky být donucené k "samo-odpojení". 

## Typy Floodu
Crapflood (od ang. blbý)
Nejjednodušší typ IRC floodingu. Zahrnuje umístění velkého množství zpráv nebo jedné dlouhé zprávy s opakujícím se textem, který nemá nic společného se současnou diskusí. Stačí například kopírovat a ukládat jediné slovo opakovaně.
CTCP flood (od klienta ke klientovi)
Vzniká během komunikace mezi uživateli. Při odeslání příliš mnoha požadavků, po určitém počtu odpovědí dochází k odpojení od IRC serveru.
DCC flood (přímý vztah od klienta ke klientovi)
Zahájení mnoha DCC požadavků současně. Odpojení je teoreticky možné, pokud flooder požaduje od uživatele, kterého si vybral za terč, číslo portu mnohokrát.
ICMP flood
Typicky je označen jako ping flood. Tento útok přetíží spojení uživatele s internetem pomocí ICMP dat, přesahujících povolený obsah, čímž dochází k odpojení od IRC sítě. Technicky to není IRC flooding. Používají se připojení k internetu a IP protokol. Přestože se aktuální IP adresa oběti získává přes profil uživatele v IRC.
Message flood
Posílání množství osobních sdělení oběti z různých uživatelských účtů (klonů). Vzhledem k tomu, že někteří klienti mají oddělovač pro osobní komunikace, každá nová zpráva se otevře v novém oknu pro každého nového uživatele, který tuto zprávu odeslal, což je užitečné pro floodera. Restart IRC klienta pomůže uzavřít všechna okna. Kromě toho existují skripty na validaci neznámých jmen dřív, než od nich uživatel dostane nějakou zprávu.
Notice flood
Podobný message floodu, ale s použitím příkazu "notice".
Invite flood
Posílání rušivého množství pozvánek na nějaký kanál.
Nick flood
Změna přezdívky co nejrychleji. Porušuje konverzaci na kanálu.
Connect flood
Rychlé připojení a odpojení od kanálu. Zaplní kanál dis/connect zprávami – q/j flooding  (opustit/přidat se).

## Klony
Útočníci obvykle nepoužívají vlastní přezdívky, jelikož mohou dostat ban od administrátora ('IRCop,' 'ServerOP', 'SOP') nebo operátora ('ChanOP', 'OP'), nebo kvůli tomu, že flooding od jediného uživatele není efektivní.
Klony jsou skripty nebo klienty ovládané programem s cílem útoku na běžné uživatele. Čím víc klonů má flooder, tím větší je jeho šance na úspěch. Nicméně IRC síť omezuje počet připojení z jedné IP adresy.
Obecně se dá zvětšit počet klonů pomocí proxy serveru. Například SOCKS defaultně podporuje IRC spojení.
Aby zabránily floodingu přes proxy, některé IRC servery umějí ověřovat proxy porty klienta na začátku spojení.  

## Ochrana proti floodu v mIRC
Skoro každý IRC klient nabízí nějaký druh ochrany proti floodu. V mIRC – Windows podpoře pro IRC – uživatel může nastavit některé hodnoty, například omezení příjmu dat, v menu opci. Jiný způsob je psaní mIRC skriptů. 
Firewally nejsou odolné proti floodingu.